# Лористон, Жак Александр Ло де
Жак Александр Бернар Ло, маркиз де Лористон (фр. Jacques Alexandre Bernard Law, marquis de Lauriston; 1 февраля 1768, Пондишери, Французская Индия — 12 июня 1828) — дивизионный генерал, генерал-адъютант и дипломат Наполеона I, а затем маршал Франции при Людовике XVIII.

## Биография
Из семьи шотландского происхождения по фамилии Ло, получившей во Франции аристократический титул маркизов де Лористон. Внучатый племянник знаменитого финансиста Джона Ло. Родился во французской колонии Пондишери в Индии. Товарищ Наполеона по артиллерийской школе. В 1786—1795 годах служил в артиллерии, участвовал в революционных войнах. После отставки стал в 1800 году адъютантом Бонапарта (в то время первого консула). Был директором артиллерийской школы, посланником в Дании, привёз в Великобританию ратификацию Амьенского мира в 1802 году. Дивизионный генерал (1805). Участвовал в кампаниях 1805 (взял Венецию и Рагузу, был губернатором Венеции) и 1809 годов (решил судьбу сражения при Ваграме).
5 февраля 1811 года Наполеон назначил Лористона своим послом в Петербурге. На этой должности Лористон сменил Коленкура, которого Наполеон подозревал в избыточной симпатии к России. В этой должности Лористон должен был настаивать на соблюдении условий Континентальной блокады, которую Наполеон навязал Александру I, и на недопуске британских судов в российские порты. 
22 июня 1812 года Ж. Лористон вручил председателю Государственного совета и Комитета министров Н. И. Салтыкову ноту с объявлением войны.
Во время похода Наполеона в Россию Лористон уже находился во французской армии в качестве одного из генерал-адъютантов Наполеона. После занятия Москвы Наполеон поручил Лористону миссию отправиться к Кутузову и предложить ему переговоры о мире. После дня проволочек на аванпостах Лористон был принят русским главнокомандующим ночью 5 октября (по григорианскому календарю). Кутузов, как главнокомандующий армией, не мог вести такие переговоры самостоятельно и не получал на их ведение санкции от императора, желание которого продолжать войну до полного изгнания неприятеля из России было известно Кутузову и разделялось им. Однако он не ответил Лористону отрицательно, а лишь указал на необходимость получения санкции императора и переправил предложение Лористона Александру I, который фактически ответил молчаливым и вполне предсказуемым отказом, проигнорировав предложение о переговорах. Считается, что это было сделано, чтобы держать французов в неуверенности и задержать их отступление из сожжённой Москвы.
При отступлении французской армии из Москвы, которое было отложено, в том числе по его вине, Лористон участвовал в арьергардных боях и организации отступления. 
Командовал V корпусом при Лютцене и Баутцене. В лейпцигской Битве народов попал в плен. После окончания кампании в 1814 году вернулся во Францию и поддержал Людовика XVIII.
Во время Ста дней не перешёл на сторону Наполеона, за что получил позже титул маркиза (1817 год, при Наполеоне был графом) и маршальский жезл (1823 год).
Участвовал в составе войск Священного союза в подавлении восстания Риего против Фердинанда VII.

## Награды
- легионер ордена Почётного легиона (1803)
- Орден Железной короны, великий сановник (1809, Италия)
- большой крест ордена Почётного легиона (1.07.1814)
- Орден Святого Духа (1.07.1814)
- Орден Святого Михаила (1.07.1814)
- кавалер ордена Святого Людовика (1.07.1814)
- командор ордена Святого Людовика (3.05.1816)
- большой крест ордена Святого Людовика (1820)
- Орден Святого Владимира 1-й степени (25.02.1824, Россия)
- Орден Золотого руна (Испания)
- Орден Карлоса III, большой крест (Испания)

## Образ в кино
- «Мадам Сан-Жен[англ.]» (немой, США, 1925) — актёр Роберт Гилберт.
- «Кутузов» (1943) — актёр Гавриил Терехов.
- «Мадам Сан-Жен[фр.]» (Франция, 1941) — актёр  Морис Дорлеак[фр.].
- «Война и мир» (СССР, 1967) — актёр Лев Поляков.

## Галерея

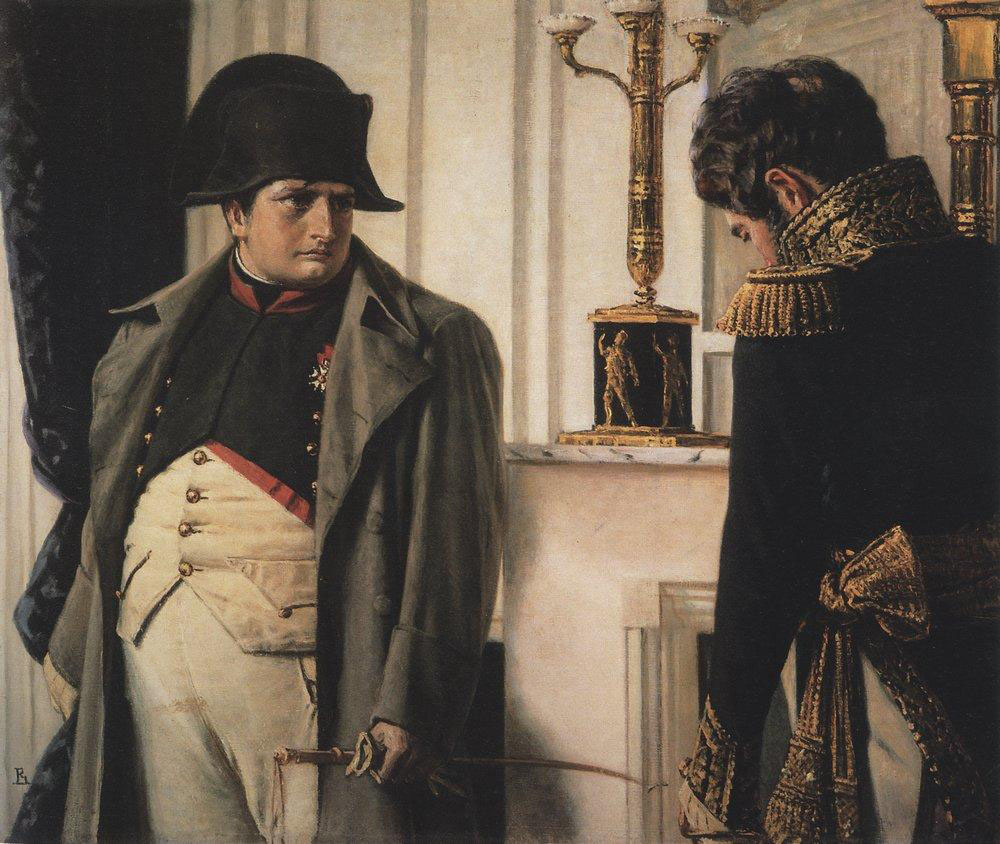
Наполеон и генерал Лористон («Мир во что бы то ни стало»), художник В.В. Верещагин, 1899-1900.
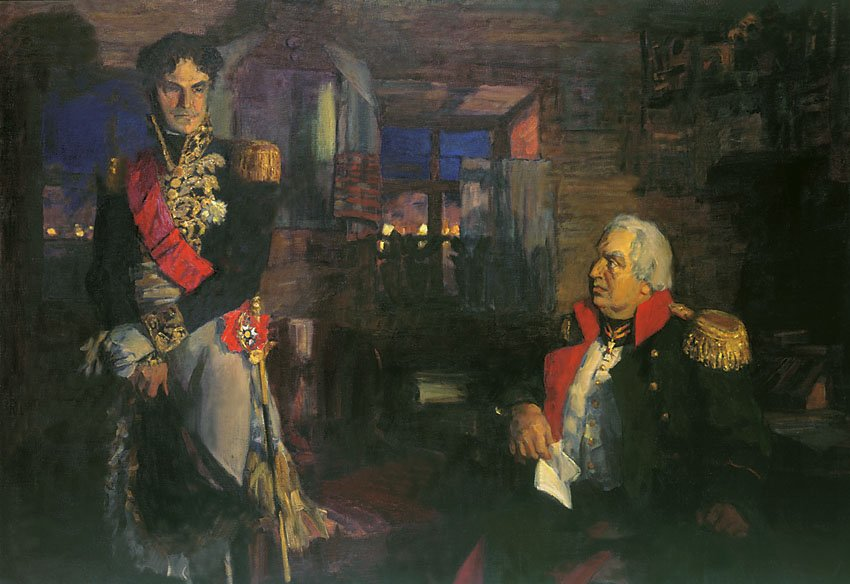
Посол граф Лористон в ставке Кутузова, художник Н. П. Ульянов.
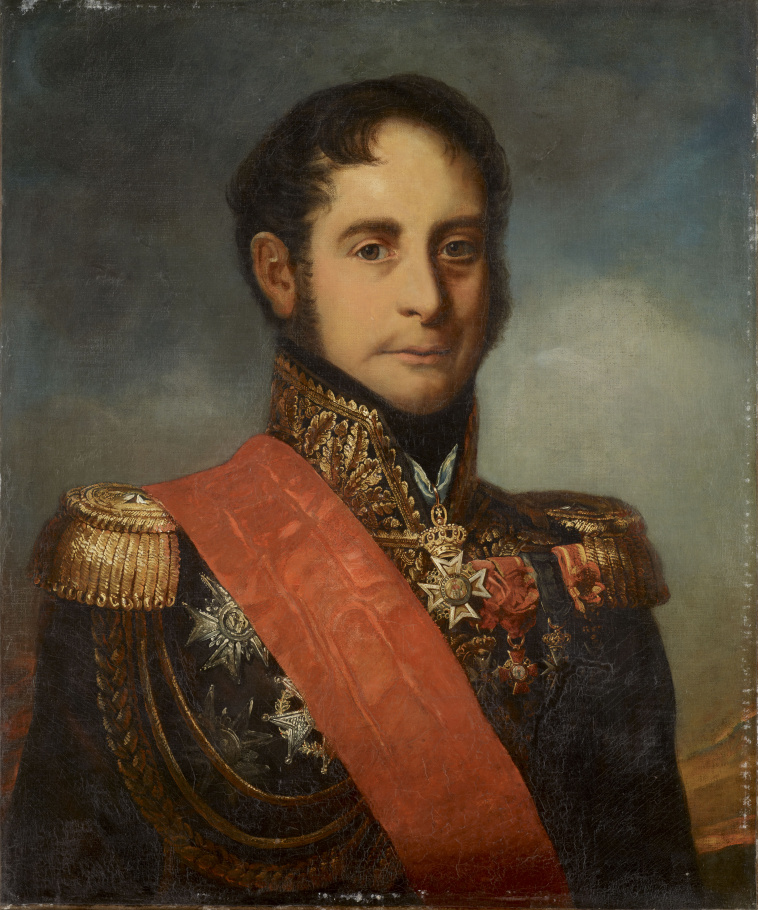
Портрет Лористона, художник Ф. Жерар.
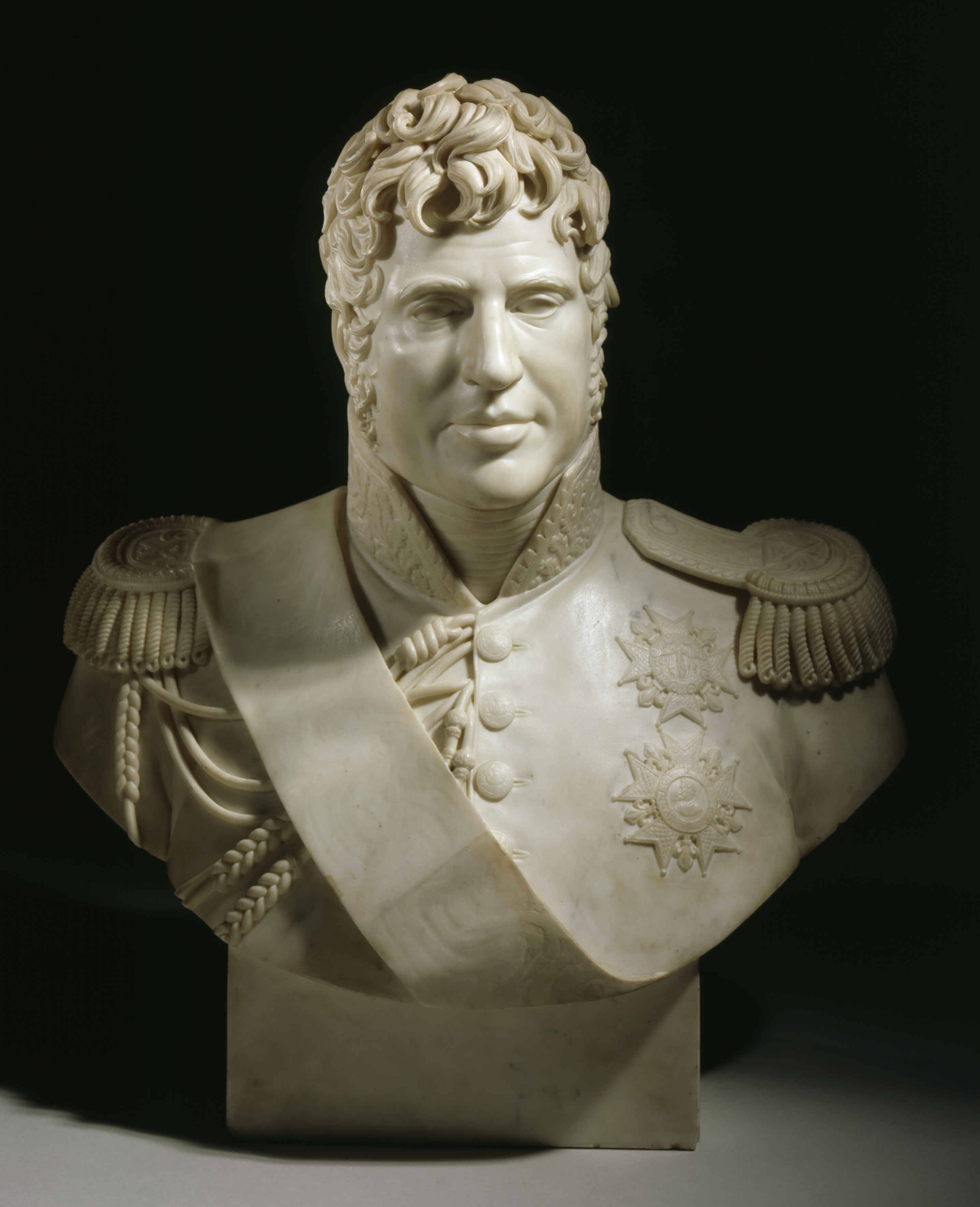
Франсуа Жозеф Бозио. Бюст Лористона, 1823 год, Музей искусств округа Лос-Анджелес.